# Derivatmarknaden
Derivatmarknaden är en del av värdepappersmarknaden och omfattar handel med derivatinstrument, exempelvis optioner, terminer och warranter. Derivatmarknaden är en relativt ung företeelse då många av de instrument som handlas med skapats de senast trettio åren. I Sverige etablerades derivatmarknaden på 1980-talet när OM-gruppen etablerade en handelsplats.